# Vote Leave
Vote Leave è un'organizzazione fondata nell'ottobre 2015 per promuovere la campagna sull'uscita del Regno Unito dall'Unione europea nel referendum tenutosi nel giugno 2016. Formata da diversi partiti politici, tra cui il partito conservatore, laburista e l'UKIP, che hanno rappresentanza in Parlamento, Vote Leave è stata nominata dalla Commissione elettorale come l'organizzazione promotrice ufficiale della campagna "Leave" nel referendum del 13 aprile 2016. La deputata laburista Gisela Stuart è stata nominata presidente dell'organizzazione e Michael Gove suo amministratore delegato. L'organizzazione è finanziata dall'ex tesoriere del partito conservatore Peter Cruddas e dal sostenitore del partito laburista John Mills. 
Nel referendum del 2016 sull'appartenenza del Regno Unito all'Unione europea, la maggioranza della popolazione britannica, con il 51,9%, ha votato per l'uscita dall'Unione. Ciò ha reso vittoriosa la campagna "Vote Leave".